# 16. junij
16. junij je 167. dan leta (168. v prestopnih letih) v gregorijanskem koledarju. Ostaja še 198 dni.

## Dogodki
- 1212 – v bitki pri kraju Las Navas de Tolosa krščanska vojska Kastilije, Aragonije in Navarre pod vodstvom Alfonza VIII. Kastiljskega premaga muslimanske Almohade
- 1487 – z bitko pri Stoke Fieldu se konča vojna vrtnic
- 1586 – Marija I. prizna Filipa II. Španskega za svojega naslednika
- 1654 – švedska kraljica Kristina odstopi
- 1745 – britanske čete zesedejo otok Cape Breton
- 1746 – Avstrija in Sardinija v bitki pri Piacenzi premagata Francijo in Španijo
- 1779 – Španija napove vojno Združenem kraljestvu in začne oblegati Gibraltar
- 1826 – turški sultan Mahud II. razpusti janičarske enote
- 1836 – z ustanovitvijo Združenja londonskih delovnih ljudi se začne čartersko gibanje
- 1846 – Giovanni Maria Mastai-Ferretti postane papež Pij IX.
- 1884 – v Coney Islandu (New York) začne obratovati prvi vlak smrti
- 1891 – John Joseph Caldwell Abbott postane tretji kanadski predsednik vlade
- 1894 – Pierre de Coubertin na pariški univerzi Sorboni predstavi zamisel o obnovitvi olimpijskih iger (predlog sprejet 23. junija)
- 1903 – ustanovljeno podjetje Ford Motor Company
- 1912 – Josip Tičar, Josip Demšar in Josip Stojc v Kranjski Gori ustanovijo prvo gorsko reševalno službo v Sloveniji
- 1915 – italijanska vojska zasede Krn
- 1922 – Sinn Fein zmaga na irskih volitvah
- 1940 –
  - Philippe Pétain postane predsednik vlade Vichyjske Francije
  - komunisti prevzamejo oblast v Litvi
- 1941 – Tretji rajh in Turčija podpišeta sporazum o nenapadanju
- 1944 – na Visu podpisan sporazum Tito-Šubašić
- 1955 – papež Pij XII. izobči Juana Peróna
- 1963 – Valentina Vladimirovna Tereškova z Vostokom 6 kot prva ženska poleti v vesolje
- 1972 – policija v Langenhagnu aretira teroristko Ulrike Meinhof
- 1976 – v Sowetu (Republika Južna Afrika) se začno študentski nemiri proti apartheidu
- 1977 – Leonid Iljič Brežnjev postane predsednik prezidija Vrhovnega sovjeta Sovjetske zveze
- 1983 – Jurij Vladimirovič Andropov postane predsednik Sovjetske zveze
- 1994 – v strmoglavljenju TU-154 umre 160 ljudi
- 1999 – Thabo Mvuyelwa Mbeki izvoljen za predsednika Južnoafriške republike
- 2001 – na Brdu pri Kranju se srečata ameriški predsednik George Walker Bush in ruski predsednik Vladimir Vladimirovič Putin

## Rojstva
- 1139 – cesar Konoe, 76. japonski cesar († 1155)
- 1313 – Giovanni Boccaccio, italijanski pesnik, pisatelj, humanist († 1375)
- 1514 – sir John Cheke, angleški klasični humanist († 1557)
- 1583 – Axel Gustafsson Oxenstierna, švedski državnik († 1654)
- 1591 – Josip Salomon Delmedigo, judovski astronom, filozof, zdravnik, matematik, pisatelj, glasbeni teoretik († 1655)
- 1723 – Adam Smith, škotski ekonomist, filozof († 1790)
- 1792 –
  - John Linnell, angleški umetnik († 1882)
  - sir Thomas Mitchell, avstralski raziskovalec († 1855)
- 1801 – Julius Plücker, nemški matematik, fizik († 1868)
- 1806 – Edward Davy, angleški zdravnik, kemik, izumitelj († 1885)
- 1808 – James Frederick Ferrier, škotski filozof († 1864)
- 1813 – Otto Jahn, nemški arheolog, filolog († 1869)
- 1829 – Geronimo, apaški poglavar († 1909)
- 1851 – Georg Jellinek, nemški filozof († 1911)
- 1858 – Gustav V., švedski kralj († 1950)
- 1874 – Arthur Meighen, kanadski predsednik vlade († 1960)
- 1890 – Stan Laurel, ameriški komedijant († 1965)
- 1891 – Vladimir Aleksandrovič Albicki, ruski astronom († 1952)
- 1895 – Richard Jacqueline Marshall, ameriški general († 1973)
- 1897 – Georg Wittig, nemški kemik, nobelovec 1979 († 1987)
- 1901 – Henri Lefebvre, francoski filozof in sociolog († 1991)
- 1902 –
  - Barbara McClintock, ameriška genetičarka, nobelovka 1983 († 1992)
  - George Gaylord Simpson, ameriški paleontolog († 1984)
- 1920 – José López Portillo y Pachecho, mehiški predsednik († 2004)
- 1933 – Tone Lapajne, slovenski slikar, kipar
- 1938 – Joyce Carol Oates, ameriška pisateljica
- 1942 – Giacomo Agostini, italijanski motociklistični dirkač
- 1958 – 
  - Nace Junkar, slovenski pevec
  - Zoran Predin, slovenski glasbenik, pevec
- 1962 – Veronica Thörnroos, finska političarka in premierka Ålanda
- 1966 – Jan Železný, češki atlet (metalec kopja)
- 1969 – Erik Brecelj, slovenski kirurg
- 1971 – Tupac Amaru Shakur, ameriški rapper († 1996)
- 1982 – Missy Peregrym, kanadska igralka

## Smrti
- 956 – Hugo Veliki, grof Pariza (* ok. 898)
- 1090 – Günther iz Krappfelda, prvi krški škof
- 1216 – Inocenc III., papež italijanskega rodu (* ok. 1161)
- 1361 – Janez Tauler, nemški mistik in teolog (* 1300)
- 1397 – Filip Artoiški, francoski plemič, grof Euja (* 1358)
- 1464 – Rogier van der Weyden, belgijski (flamski) slikar (* ok. 1400)
- 1671 – Stjenka Razin, kozaški kmečki upornik (* 1630)
- 1722 – John Churchill, angleški vojskovodja (* 1650)
- 1752 –
  - Giulio Alberoni, špansko-italijanski kardinal, državnik (* 1664)
  - Joseph Butler, angleški škof, filozof (* 1692)
- 1777 – Jean-Baptiste-Louis Gresset, francoski pesnik, dramatik (* 1709)
- 1804 – Johann Adam Hiller, nemški skladatelj (* 1728)
- 1849 – Wilhelm Martin Leberecht de Wette, nemški teolog (* 1780)
- 1858 – John Snow, angleški zdravnik (* 1813)
- 1869 – Charles Sturt, avstralski raziskovalec (* 1795)
- 1878 – Crawford Williamson Long, ameriški zdravnik (* 1815)
- 1896 – Anton Nedved, slovenski skladatelj, zborovodja češkega rodu (* 1829)
- 1930 – Elmer Ambrose Sperry, ameriški izumitelj, podjetnik (* 1860)
- 1944 – Marc Bloch, francoski zgodovinar (* 1886)
- 1958 – Imre Nagy, madžarski politik (* 1896)
- 1975 – Guadalupe Ortiz de Landázuri, španska katoliška profesorica kemije, blažena (* 1916)
- 1977 – Wernher von Braun, nemško-ameriški fizik, raketni inženir (* 1912)
- 1986 – Maurice Duruflé, francoski skladatelj, organist (* 1902)
- 1992 – Ivo Štandeker, slovenski novinar in fotograf (* 1961)
- 2003 – Georg Henrik von Wright, finski filozof in logik (* 1916)
- 2004 – Lado Ambrožič - Novljan, slovenski partizanski general (* 1908)
- 2017 – Helmut Kohl, nemški politik, kancler in državnik (* 1930)
- 2023 – Gino Mäder, švicarski cestni kolesar (* 1997)

## Prazniki in obredi
- Republika Južna Afrika - dan mladosti
- Bloomov dan v spomin na roman Ulysses Jamesa Joyca